# Oxytropis retusa
Oxytropis retusa är en ärtväxtart som beskrevs av Jinzô Matsumura. Oxytropis retusa ingår i släktet klovedlar, och familjen ärtväxter. Inga underarter finns listade i Catalogue of Life.